# Borzykowa (Sainte-Croix)
Pour l’article homonyme, voir Borzykowa.
Borzykowa est une localité polonaise de la gmina de Chmielnik, située dans le powiat de Kielce en voïvodie de Sainte-Croix.